# Taylor Barnard

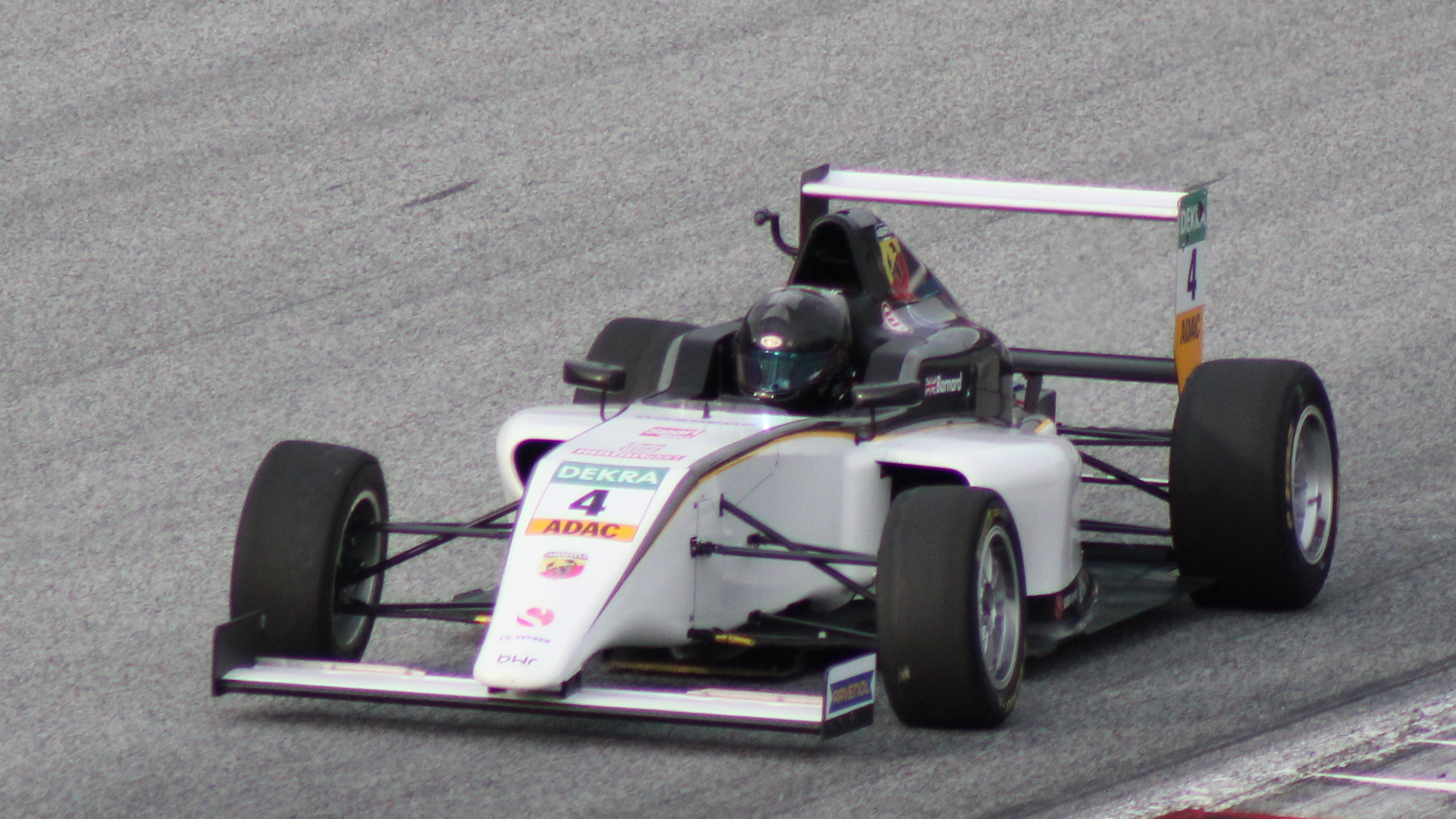
Taylor Barnard beim Formel-4-Rennen auf dem Red Bull Ring 2021

Taylor Barnard (* 1. Juni 2004 in Norwich, Großbritannien) ist ein britischer Automobilrennfahrer, der für AIX Racing in der FIA-Formel-2-Meisterschaft antrat. Er wurde Vizemeister der Deutschen Formel-4-Meisterschaft und ein Protegé des ehemaligen Formel-1-Weltmeisters Nico Rosberg. Seit der Saison 2024/25 fährt er für das McLaren Formula E Team (Neom McLaren).

## Karriere

### Karting
Barnard begann 2012 im Trent Valley Kart Club mit dem Kartsport und wechselte dann zur Super-1-Nationalmeisterschaft, wo er bis zu seinem Titelgewinn im Jahr 2017 blieb. Barnard gewann auch zweimal den Kartmasters British Grand Prix und die LGM-Serie in der IAME-Cadet-Kategorie.
Im Jahr 2018 wechselte Barnard auf die europäische Bühne und fuhr in der OK-Junior-Klasse für KR Motorsport, für die er am Ende der Saison den WSK Final Cup gewinnen konnte. Nachdem er zum Karting-Protegé von Nico Rosberg geworden war und in die OK-Senior-Kategorie aufgestiegen war, gewann er zu Beginn der Saison den WSK Champions Cup und belegte den vierten Platz in der Europameisterschaft. In diesem Jahr belegte Barnard auch den zweiten Platz in der Karting-Weltmeisterschaft, wo er bei nassen Bedingungen knapp gegen Lorenzo Travisanutto verlor. Barnard blieb für seine letzte Saison im Kartsport 2020 bei der Rosberg Racing Academy, wo er erneut als Vizemeister der Weltmeisterschaft abschloss, diesmal hinter Callum Bradshaw. In diesem Jahr gewann Barnard weitere Trophäen, darunter einen weiteren WSK-Champions-Cup-Titel sowie den WSK Open Cup.

### Untere Formelserien
2020 debütierte Barnard im Autorennsport und fuhr in drei Runden der italienischen Formel-4-Meisterschaft für AKM Motorsport. Mit zwei Punkten aus dem Wochenende in Monza belegte Barnard den 26. Platz in der Gesamtwertung.
Für die Saison 2021 schloss sich Barnard dem Team BWR Motorsports an, einem Team, das mit seinem Mentor Nico Rosberg verbunden ist, um in der Formel-4-Meisterschaft anzutreten. Nach nur drei Runden, in denen Barnard als bestes Ergebnis einen vierten Platz erzielen konnte, musste das Team zwei Veranstaltungen auslassen und kehrte nur zum Saisonfinale zurück. Aufgrund dessen belegte der Brite den 17. Platz in der Meisterschaft und holte 17 Punkte.
Dennoch blieb Barnard im Jahr 2022 in der Formel 4 und fuhr für das neu gegründete Team PHM Racing neben Nikita Bedrin und Jonas Ried. Er begann das Jahr im Januar mit der Teilnahme an der Formel-4-Meisterschaft der Vereinigten Arabischen Emirate und holte den ersten Sieg in seiner Karriere bei einem Autorennen auf dem Yas Marina Circuit. Der Rest der Saison wurde von Zuverlässigkeitsproblemen des Autos geplagt, sodass Barnard am Ende den neunten Platz belegte.
In der Saison 2023 trat Barnard in der FIA-Formel-3-Meisterschaft für das Team Jenzer Motorsport an.
Beim ePrix von Monaco 2024 sprang Barnard kurzfristig für den verletzten Sam Bird ein und fuhr auch die folgenden Rennen vom ePrix in Berlin. In den drei Rennen holte er insgesamt 5 Punkte für das Neom McLaren Formula E Team. Somit ist Barnard in der Formel E nicht nur der jüngste Fahrer, sondern auch der jüngster Punktegewinner. Ein Jahr später, in der Saison 2024/25, ist Barnard Stammfahrer beim Neom McLaren Formula E Team.

## Statistik

### Einzelergebnisse in der FIA-Formel-E-Weltmeisterschaft
| Jahr    | Team                        | 1   | 2   | 3   | 4   | 5   | 6   | 7   | 8   | 9   | 10  | 11  | 12  | 13  | 14  | 15  | 16  | Punkte | Rang |
| ------- | --------------------------- | --- | --- | --- | --- | --- | --- | --- | --- | --- | --- | --- | --- | --- | --- | --- | --- | ------ | ---- |
| 2023/24 | Neom McLaren Formula E Team | MEX | DIR | DIR | SAP | TOK | MIS | MIS | MCO | BER | BER | SHA | SHA | POR | POR | LON | LON | 5      | 22.  |
| 2023/24 | Neom McLaren Formula E Team |     |     |     |     |     |     |     | 14  | 10  | 8   |     |     |     |     |     |     | 5      | 22.  |
| 2024/25 | Neom McLaren Formula E Team | SAP | MEX | JED | JED | MIA | MCO | MCO | TOK | TOK | SHA | SHA | JAK | BER | BER | LON | LON | 112    | 3.   |
| 2024/25 | Neom McLaren Formula E Team | 3   | 14  | 3   | 2   | 20  | 15  | 16  | 3   | DNF | 3   | 10  | 7   | 4   | 6   |     |     | 112    | 3.   |

| Legende                      | Legende       | Legende                                                                 |
| Farbe                        | Abkürzung     | Bedeutung                                                               |
| ---------------------------- | ------------- | ----------------------------------------------------------------------- |
| Gold                         | —             | Sieger                                                                  |
| Silber                       | —             | 2. Platz                                                                |
| Bronze                       | —             | 3. Platz                                                                |
| Grün                         | —             | Platzierung in den Punkten                                              |
| Blau                         | —             | Klassifiziert außerhalb der Punkteränge                                 |
| Violett                      | DNF           | Rennen nicht beendet                                                    |
| Violett                      | NC            | nicht klassifiziert                                                     |
| Rot                          | DNQ           | nicht qualifiziert                                                      |
| Schwarz                      | DSQ           | disqualifiziert                                                         |
| Weiß                         | DNS           | nicht am Start                                                          |
| Weiß                         | WD            | zurückgezogen                                                           |
| Weiß                         | C             | Rennen abgesagt                                                         |
| Blanko                       |               | nicht teilgenommen                                                      |
| Blanko                       | DNP           | gemeldet, aber nicht teilgenommen                                       |
| Blanko                       | INJ           | verletzt oder krank                                                     |
| Blanko                       | EX            | ausgeschlossen                                                          |
| sonstige Formate und Zeichen | P/fett        | Pole-Position                                                           |
| sonstige Formate und Zeichen | kursiv        | Schnellste Rennrunde (ab 2017/18: Schnellste Rennrunde der ersten Zehn) |
| sonstige Formate und Zeichen | unterstrichen | Führender in der Gesamtwertung                                          |
| sonstige Formate und Zeichen | °             | FanBoost                                                                |
| sonstige Formate und Zeichen | *             | nicht im Ziel, aufgrund der zurückgelegten Distanz aber gewertet        |
| sonstige Formate und Zeichen | ( )           | Streichresultat                                                         |